# D' mañana
D' mañana (estilizado D'Mañana) fue un programa de televisión matutino producido y transmitido por la cadena Panamericana Televisión. Fue presentado por la actriz y conductora Adriana Quevedo, con las co-conducciones de Kurt Villavicencio y Karla Tarazona.
El programa se basaba en una combinación de entretenimiento e información, con música, recetas culinarias, consejos de salud, horóscopo, etc. Siendo considerado un programa de tipo magazine con distintos bloques de cotilleo y entrevistas como Las picantitas del espectáculo o Claros y directos.

## Historia
A raíz de la pandemia por el COVID-19 y por el embarazo de la conductora del programa, Adriana Quevedo, el programa Combinado, que llevaba cuatro años al aire, fue suspendido de la programación a inicios de 2020 y sucedido por el programa del Ministerio de Educación, Aprendo en casa, el cual continuó emitiéndose hasta diciembre del mismo año. Sin embargo, para inicios de 2021 se anunció el reemplazo por D' mañana, el cual tiene un estilo similar. 
El programa se lanzó al aire oficialmente el 11 de enero de 2021 por la señal de Panamericana Televisión.
El 10 y 11 de enero de 2022, en vísperas de su primer aniversario al aire, el programa añade en la conducción al presentador de espectáculos Kurt Villavicencio, mejor conocido en la farándula como Metiche; y Karla Tarazona, modelo y presentadora de televisión. Debido a estas incorporaciones el programa toca temas de farándula, además entrevistar a sus personajes.
En diciembre de 2022, se anunció una renovación en la programación matinal de canal, en que mantendrán como conductores a Villaviciencio y Tarazona,renombrando al programa como Préndete.

## Conductores
- Adriana Quevedo (enero de 2021-enero de 2023)
- Kurt Villavicencio (enero de 2022-presente)
- Karla Tarazona (enero de 2022-presente)